# Feeling Cash
Feeling Cash, född 11 april 2015, är en fransk varmblodig travhäst som tränades av Philippe Allaire och reds antagligen av Éric Raffin eller Yoann Lebourgeois.
Han började tävla i augusti 2017 och inledde med två raka andraplatser för att sedan ta tre raka segrar. Han sprang under sin karriär in 1,1 miljon euro på 57 starter, varav 10 segrar, 17 andraplatser och 5 tredjeplatser. Karriärens största seger kom i Prix des Élites (2020).
Han har även segrat i Prix Maurice de Gheest (2018), Prix Louis Tillaye (2018), Prix Raoul Ballière (2018), Prix Lavater (2019), Prix Xavier de Saint Palais (2020), Prix Hervé Céran-Maillard (2020). Samt kommit på andraplats i Prix d'Essai (2018), Prix Piérre Gamare (2018), Prix de Basly (2018), Prix des Élites (2018, 2019), Prix Jacques de Vaulogé (2018), Prix de Vincennes (2018), Prix Henri Ballière (2019), Prix Cenéri Forcinal (2019), Prix Philippe du Rozier (2019), Prix Émile Riotteau (2020), Prix des Centaures (2020), Prix Joseph Lafosse (2020) och på tredjeplats i Prix des Centaures (2019), Prix de Cornulier (2020), Prix de Normandie (2020) och Prix Edmond Henry (2020).

## Statistik
| Statistik för Feeling Cash (Ref.) | Statistik för Feeling Cash (Ref.) | Statistik för Feeling Cash (Ref.) | Statistik för Feeling Cash (Ref.) | Statistik för Feeling Cash (Ref.) | Statistik för Feeling Cash (Ref.) |
| --------------------------------- | --------------------------------- | --------------------------------- | --------------------------------- | --------------------------------- | --------------------------------- |
| Starter                           | Placeringar                       | Startprissumma                    | Segerprocent                      | Platsprocent                      | Rekord                            |
| 57                                | 10-17-5                           | 1 120 080 euro                    | 18 %                              | 56 %                              | 1.10,6ak,                         |

### Större segrar
| År   | Lopp                        | Kusk                  | Vinstbelopp | Grupp   |
| ---- | --------------------------- | --------------------- | ----------- | ------- |
| 2018 | Prix Maurice de Gheest      | Jean-Philippe Monclin | 54 000 EUR  | Grupp 2 |
| 2018 | Prix Louis Tillaye          | Yoann Lebourgeois     | 54 000 EUR  | Grupp 2 |
| 2018 | Prix Raoul Ballière         | Yoann Lebourgeois     | 54 000 EUR  | Grupp 2 |
| 2019 | Prix Lavater                | Éric Raffin           | 54 000 EUR  | Grupp 2 |
| 2020 | Prix Xavier de Saint Palais | Éric Raffin           | 54 000 EUR  | Grupp 2 |
| 2020 | Prix Hervé Céran-Maillard   | Éric Raffin           | 54 000 EUR  | Grupp 2 |
| 2020 | Prix des Élites             | Éric Raffin           | 108 000 EUR | Grupp 1 |